# Ostrovița, Kărdjali
Ostrovița (în bulgară Островица) este un sat în comuna Kărdjali, regiunea Kărdjali,  Bulgaria. 

## Demografie
Componența etnică a satului Ostrovița
     Romi (26,66%)
     Turci (69,82%)
     Bulgari (1,75%)
     Nicio identificare (1,75%)
La recensământul din 2011, populația satului Ostrovița era de 285 locuitori. Din punct de vedere etnic, majoritatea locuitorilor (69,82%) erau turci, existând și minorități de romi (26,66%) și bulgari (1,75%). Pentru 1,75% din locuitori nu este cunoscută apartenența etnică.